# 잭 워너
잭 레너드 워너(Jack Leonard Warner, 1892년 8월 2일 ~ 1978년 9월 9일)는 캐나다 출신 미국의 영화 관리자로 자신의 형들과 스튜디오 시대 동안 할리우드의 초기 세력들 중의 하나인 워너 브라더스 영화 스튜디오를 창립하였다. 워너는 또한 영향적인 영화 제작자였으며 자신의 경력의 과정에 5,000개의 영화들을 위하여 책임을 가졌다.

## 어린 시절
"제이컵 워너"란 본명으로 캐나다 온타리오주 런던에서 태어난 잭 워너는 벤저민 워너와 리아 아이헬바움에게 12명의 자식들 중에 9번째이자 성인기로 들어가 생존하는 데 7명의 자식들 중에 막내 아들이었다. 워너의 부모는 폴란드에서 온 유대인 이민자들이었다. 워너의 부친은 자신의 가족을 성원하는 데 정육점의 점원, 구두 수선공과 도붓장수로 일하였다. 잭이 2세 때 가족은 미국의 오하이오주 영스타운으로 이주하였다. 1907년 성을 "워너"로 바꾸었다고 한다. 잭 워너는 4등급 교육을 가지고 학교에 있는 동안 불쌍한 학생이었다. 이 일은 그를 평생의 열등감과 놓았다. 그의 아들 잭 워너 주니어는 후에 더 뉴요커의 진 스타인에게 "난 도대체 그는 그의 분야에서 우등이며 그는 그것에 관하여 부정적으로 느낄 필요가 없습니다. 그러나 그는 거대한 열등감을 가졌습니다."라고 말하였다.
어린이로서 워너는 연예인이 되며 노래를 부르고 농담을 말하기를 원하였다. 그의 10대 시절에 그는 리언 주아도 (Leon Zuardo)라는 이름 아래 보드빌과 지방 오페라 하우스에서 상연하였다. 자신의 일생에 그는 나쁜 농담을 이야기한 것으로 평판을 개발하였다. 워너의 조카딸 베티 워너 샤인바움은 더 뉴요커의 진 스타인에게 "그는 귀엽고 웃겼으며 그는 쇼 비지니스에 있기를 원하였습니다. 그는 그가 태어난 날부터 역병이었습니다."라고 말하였다.

## 초기 모험적 사업
샘과 앨버트는 물론 장남 해리를 포함한 잭 워너의 형들은 그가 10대였을 동안 영화 출품 비지니스에 들어갔다. 1906년 이 4명의 워너 형제들과 그들의 누이 로즈는 자신들이 극장을 운영한 펜실베이니아주 뉴캐슬로 이주하였다. 잭은 지속적으로 영화들 사이의 관중들의 극장을 치우는 데 "추격자"로서 노래를 부르면서 환대하는 데 자신의 열망을 실습하였다. 1907년 워너 대가족은 영화들을 극장들로 임대한 듀케인 오락 공급 회사와 분배로 이주해 들어갔다. 그들은 영화 제작의 많은 기술적 측면의 발명가 토머스 에디슨이 싹 트는 영화 산업을 지배하는 데 시도한 것을 통하여 많은 특허를 보유했기 때문에 그들은 비지니스를 파는 데 강요되었다. 워너 형제는 일시적으로 영화를 만드는 것으로 전환하였다. 워너의 그의 형 샘은 부족한 품질과 박스 오피스에서 잘 하지 않은 영화 《평범한 위험》을 만들러 세인트루이스로 갔다. 에디슨의 기업 합동이 법적으로 깨진 후 워너 형제는 일시적으로 분배로 돌아왔고, 그러고나서 1912년 제작이 다시 시작되도록 노력하였다. 워너는 당시 샌프란시스코에서 가족의 관심을 나타냈다.

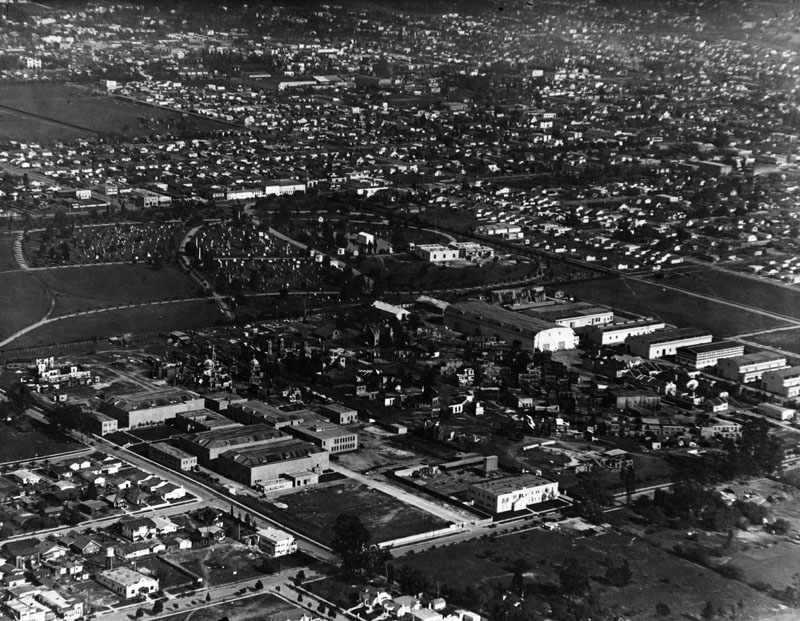
1922년의 할리우드 영화 스튜디오

## 첫 워너 스튜디오
제1차 세계 대전이 터지고 워너와 그의 형 샘은 미국 육군 항공단에 복무하였다. 이 시간 동안 워너는 성매개질환의 위험들에 군사 훈련 영화에서 자신의 단 하나의 주역에 나왔다. 1917년 그들의 노력의 성과들은 분배로부터 멀리 제작에 집중되었다. 워너는 스튜디오를 시작하는 데 로스앤젤레스로 이주하였고, 새로운 스튜디오를 위하여 제작의 책임자로서 일하였다. 워너스사의 첫 히트는 1918년의 《독일에서 나의 4년》이었다. 1920년 워너는 15개의 에피소드 연속물을 제작하였다. 1920년과 1922년 사이에 워너는 대략 6개의 미래 길이의 영화들을 제작하였다.

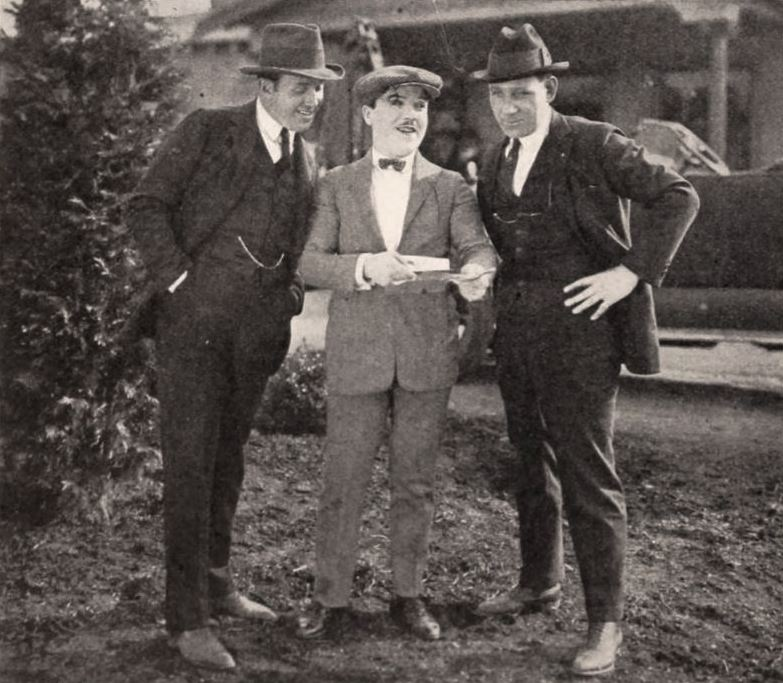
잭과 몬티 뱅크스와 샘 워너 (1922년 1월 8일)

## 워너 브라더스의 탄생
1922년 워너스사는 더욱 큰 스튜디오로 이주해 들어가 회사는 1923년 워너가 제작의 책임자로 지내면서 공식적으로 워너 브라더스로 알려지게 되었다. 스튜디오의 초창기 스타는 "Rin Tin Tin"이라 불리는 개였다. 워너 브라더스는 서서히 배우들의 주식과 각각의 해마다 회사가 개봉한 다수의 장편 영화들을 확립하였다. 1925년까지 워너는 30개의 장편 영화들의 책임에 있었다. 스튜디오에서 워너의 중요성은 그의 책임들이 증가하고 어떤 영화들에 누가 일을 할 것인가에 관하여 그가 나날의 결정들을 만들면서 1920년대를 통하여 자라났다. 하지만 스튜디오는 그들이 자신들의 영화들을 보이는 데 극장들을 가졌어도 이익을 많이 내지 않았다. 이 사실에 워너 브라더스는 깊게 적자에 있었다.

## 음향에 도박
회사를 구조하는 데 워너 브라더스는 새로운 기술 - 음향에 기회를 잡는 데 첫 스튜디오가 되었다. 이것은 1925년 그들이 처음으로 자신들의 의도를 알릴 때 장면 따위가 음란한 사업이었다. 처음에 동시성을 가진 사운드트랙과 대화가 아닌 특수 효과를 위하여 허용한 바이타폰을 시도하였다. 1926년 회사는 이 체재에 《돈 후안》을 개봉하였으나 그것은 잘 하지 않았다. 관중들은 무성 영화들을 동행하는 오케스트라로 이미 이용되었다. 1927년 워너 브라더스는 대화를 포함한 음향을 나타내는 데 첫 영화 《재즈 싱어》를 끄는 더욱 큰 도박을 만들었다. 그 영화는 그때까지 워너 브라더스가 만든 가장 비싼 영화였으나 그들의 기술 혁신이 산업을 변화시켰기 때문에 위험을 감수하였다. 워너 브라더스는 주요 스튜디오가 되었고 그들의 경쟁에 큰 도약을 가졌다. 가족을 위하여 불행하게 특별 개봉이 있기 전의 밤에 샘 워너가 사망하였다. 샘은 잭의 가장 좋아하는 형으로 잭과 그이 맏형 해리 사이에 완충이었다.
《재즈 싱어》의 성공과 함께 워너 브라더스는 더욱 나은 스튜디오와 더욱 큰 스타들을 취득할 수 있었다. 1930년대에 워너는 공장의 운영들과 스튜디오를 감시하였다. 워너가 많이 대표하면서 그는 공식적으로 부회장이자 제작의 책임자였다. 그는 예술적과 재정적 결정들의 대부분을 만들었고 예산 아래 영화들을 간직하면서 높은 근심 거리가 되었다. 이것을 완수한 한 방향에 그는 이것은 각각의 영화에 한명의 스타 (보통 남성)에 전념에 의한 것이었다. 포춘의 리처드 샤이켈은 "능력은 원유에 이한 집착으로 자신이 형이 더욱 심심한 문제들에 참석한 동안 제작을 관리한 빈틈없는 잭 워너는 분배와 세입을 좋아한다. 잭은 불필요하게 남은 빛을 찾아 많은 사람들을 배회한 것으로 알려졌다."고 썼다.
워너의 중고품을 따돌린 워너 브라더스는 1930년대에 놀랍게도 성공적이었다. 회사는 똑똑하게 지내온 것으로 평판을 가져 시간을 초월한 사회적 인식 영화들을 만들었다. 그들의 영화 스타들은 제임스 캐그니, 험프리 보가트, 폴 무니와 에드워드 G. 로빈슨을 포함하였다. 워너 브라더스가 번성하면서 잭 워너는 현저한 사회적 인물이 되었다. 아직 그는 다른 스튜디오의 책임자들과 비교할 때 불분명하고 거친 것으로 여겨졌다. 그는 잡담의 페이지들에 대부분 자신의 개인 생활을 위하여 늘 붙어있는 사람이었다.
1916년 워너는 샌프란시스코에서 살았던 동안 어마 솔로먼에게 결혼하였다. 그들은 함께 아들 잭 워너 주니어를 두었다. 그의 결혼 생활의 과정에서 워너는 3년간 지속된 앤 페이지로 불린 여배우와 어쩌다 1930년대에 하나를 포함한 많은 연애 사건들을 가졌다. 워너는 결국적으로 자신의 부인과 이혼하고 1936년 앤 페이지와 결혼하였다. 그들은 함께 딸 바버라를 두었다. 워너 가족, 특히 해리는 이미 동굴 균열을 심화한 잭의 두번째 부인에 찬성하지 않았다. 해리 워너는 매우 통제적인 방법에서 자신의 동생을 나쁘게 대하였다. 워너의 조카딸 베티 워너 샤인바움은 더 뉴요커의 스타인에게 "잭은 끊임없이 반항하고 있었고 그가 했던 모든 것은 나의 부친에게 겨우 충격이었습니다. 그는 잭을 만약 그가 나쁜 꼬마였던 것 같이 대하였고 끊임없이 확률에 있었습니다. 그것은 그들의 관계가 악화된 것이 아니라 그냥 항상 나빴다는 것입니다."라고 말하였다. 그의 부분을 위하여 잭 워너는 샘이 살아있을 때 그를 제외하고 자신의 형들에게 거짓말을 하였고, 계획에 그들을 속였다.
1940년대에 워너는 스튜디오와 할리우드에서 자신의 권력을 증가시키는 노력을 하였으나 자신의 스튜디오의 피고용인과 그 스타들 안에 늘어나는 문제들을 향하였다. 노동 협상들에서 그의 고집은 스튜디오에 비용이 들고 말았다. 그런 불필요한 지출이 워너 브라더스의 영화들로 넓히지 않았다. 스튜디오는 전체의 세트들이 지어지지 않을 것으로 안개 속에서 모든 것을 찍는 데 비용 효과적이었기 때문에 부분에서 누아르 영화로 불린 새로운 영화 스타일을 개발하였다. 워너 브라더스는 또한 스타의 전달 수단들을 제작하였으며 그중에는 1943년의 《카사블랑카》가 있었다.

## 공산주의에 관한 증언
제2차 세계 대전이 일어난 동안 워너는 다시 전쟁의 노력을 후원하였다. 그는 미국 육군 항공대에 입대하여 중령의 계급에 도달하였다. 워너 브라더스 스튜디오는 또란 전쟁의 노력과 협동하기도 하였다. 워너는 매우 애국적이었고, 공산주의에 매우 두려웠다. 1940년대 후반에 워너는 비미 활동 위원회가 할리우드에 공산주의 활동을 조사하기 전에 증언하였다. 워너 브라더스는 소련이 아직도 미국의 동맹국이었을 때 프랭클린 D. 루스벨트 대통령의 요청에 친소련적 영화로서 읽어질 수 있던 것을 만들었다. 전쟁이 끝난 후, 워너 브라더스는 자신들이 영화를 만든 사실을 지켜야 했다. 워넌느 자신이 소련에 공산주의자들을 돌려 보내기를 원하였다고 말하였고, 미국으로부터 그들을 제거할 아무 기금으로 공헌하려고 하였다. 워너는 또한 위원회에 자신이 공산주의자들로 믿었던 자들의 몇몇의 이름을 주었으나 후에 그들을 철회하였다. 워너 브라더스는 자신들의 반파시즘 영화들 중의 하나인 《나치 스파이의 고백》을 만들러 갔다.
1950년대에 잭 워너와 그의 형 해리 사이에 싸움이 그 절정에 도달하였다. 1956년 워너는 스튜디오를 파는 데 자신의 형을 사기쳤다. 그 사실에 워너는 초기 구매가 완료된 후 자신들의 주식을 둘다 파는 데 거래를 타합하였다. 잭 워너는 스튜디오의 회장으로서 워너 브라더스의 자신을 담당하였다. 당시 그는 프랑스의 남부에서 도박을 하면서 절반의 해를 보내고 있었다. 부인 앤과 워너의 관계도 또한 문제가 있었다. 그녀가 잭이 신임한 단 하나의 사람이었어도 그는 그녀를 부족하게 대하여 많은 연애 사건들을 가졌다. 그들은 갈라진 인생들을 살았다. 하지만 워너는 그녀가 스튜디오의 절반을 얻을 것 같은 두려움 때문에 그녀와 이혼하지 않았다. 베티 워너 샤인바움은 더 뉴요커의 스타인에게 "슬픈 것은 잭이 친구들이 없던 것입니다. 그는 무엇이든 웃사람 말에 동조하는 남자들을 가졌습니다. 그는 왕들같이 살은 사람들을 사랑하였습니다. 그러나 그가 사회를 찾았어도 그는 자신이 그것에 있을 때 항상 쉽지 않고 방어적으로 보였습니다."라고 말하였다.
1958년 해리 워너가 갑자기 사망하였다. 며칠 안에 잭 워너는 프랑스의 앙티브에서 심각한 자동차 사고에 연루되었다. 당국은 워너가 아마 운전대에서 잠들어 자신의 자동차에 정신을 잃었다고 믿었다. 그는 한주 가까이 혼수상태에 있었고, 완전한 회복은 몇달이 걸렸다. 그의 가족은 그가 죽으려고 한 것으로 믿었다. 워너가 후에 잭 워너 주니어가 언론으로 이 효과에 뭔를 말한 것을 들을 때 그는 자신의 인생의 나머지를 위하여 자신의 아들과 관계를 끊었다. 1966년 74세의 나이에 워너는 자신의 스튜디오를 지주 회사 세븐 아츠 제작사로 3천 2백만 달러에 팔았다. 워너는 자신이 결국 퇴직할 때까지 스튜디오의 책임자로서 자신의 직위를 유지하였다.

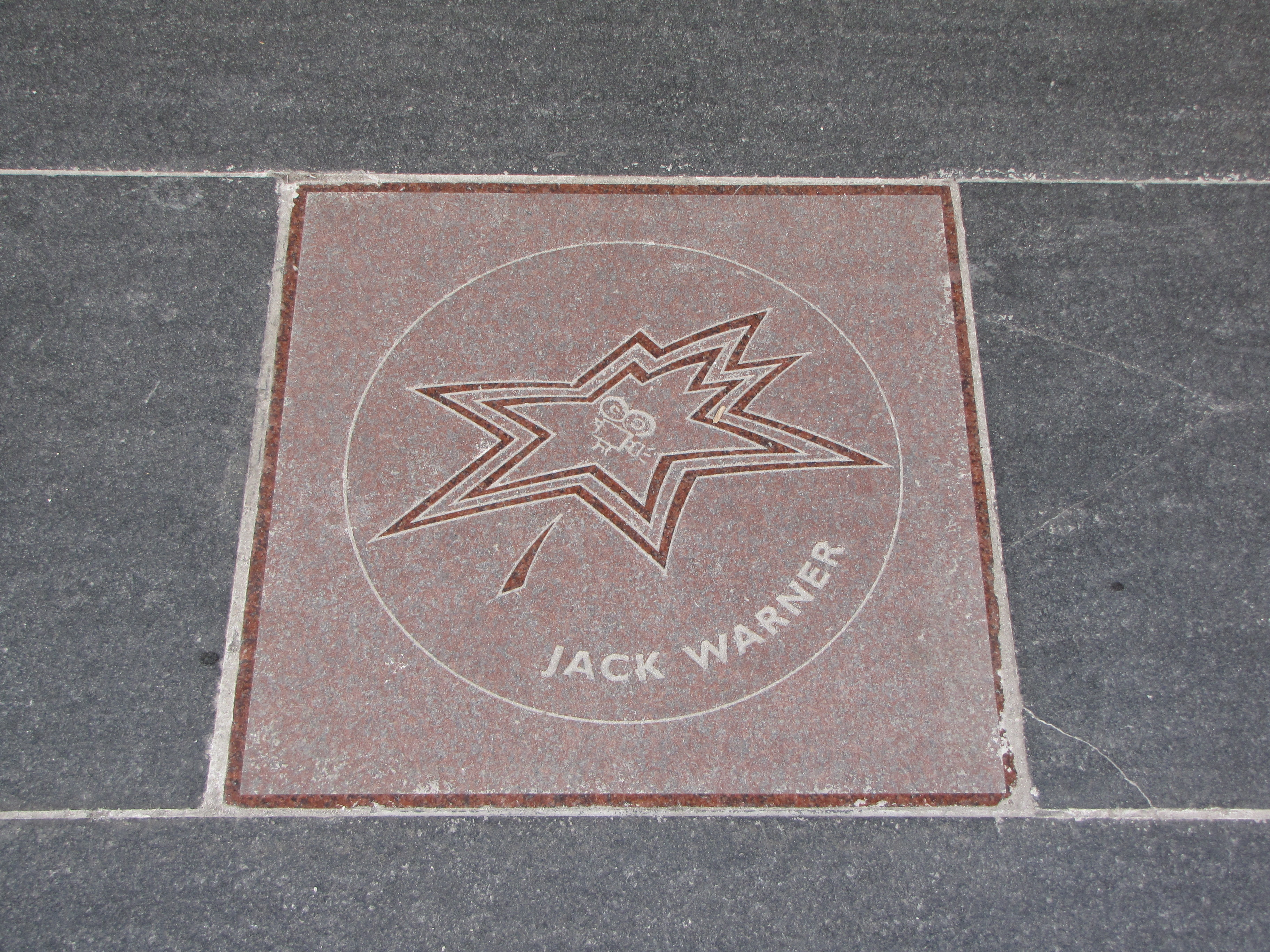
캐나다 명예의 거리에 있는 잭 워너의 스타

## 이후의 세월
스튜디오에서 자신이 퇴직하였어도 워너는 연예계 산업으로부터 퇴직하지 않았으나 대신 극장과 독립적 영화 제작으로 분기하였다. 어음에 그는 완전히 실패하고 자신에게 1천 5백만 달러의 비용이 든 브로드웨이 뮤지컬 《지미》를 융자하였다. 그러고나서 워너는 1972년 2개의 독립적 영화들 《더티 리틀 빌리》와 《1776》을 제작하였으나 둘다 박스 오피스에서 부족히 시들었다. 1974년 워너는 테니스 코트에서 떨어져 자신의 인생의 나머지를 위하여 부상을 당한 것으로 자신을 놓았다. 1977년과 또다른 다음 해에 워너는 뇌졸중을 겪었다.
1978년 9월 9일 로스앤젤레스의 저택에서 부종으로 사망하였다. 피플 위클리에서 리아 로젠이 쓴대로 "잭 워너는 할리우드의 창립한 스튜디오 거물 중에 아주 밝지고, 세련되지도 그리고 최고이지도 않았으나 그는 가장 오랫동안 지속한 자였다."라고 한다.